# Sanjiao, Yongchuan
Sanjiao (kinesiska: 三教) är en köping i sydvästra Kina. Den ligger i stadsdistriktet Yongchuan i storstadsområdet Chongqing, omkring 69 kilometer väster om det centrala stadsdistriktet Yuzhong. Antalet invånare är 46 458. Befolkningen består av 22 873 kvinnor och 23 585 män. Barn under 15 år utgör 21,0 %, vuxna 15-64 år 65 %, och äldre över 65 år 12,0 %.